# إنريكي هورمازبال
إنريكي هورمازبال (بالإسبانية: Enrique Hormazábal) هو مدرب كرة قدم ولاعب كرة قدم تشيلي في مركزي الهجوم والوسط، ولد في 6 يناير 1931 في سانتياغو في تشيلي، وتوفي بنفس المكان في 18 أبريل 1999. شارك مع منتخب تشيلي لكرة القدم. أما مع النوادي، فقد لعب مع كولو-كولو.

## وصلات خارجية
- إنريكي هورمازبال على موقع ناشيونال فوتبول تيمز (الإنجليزية)
- إنريكي هورمازبال على موقع عالم كرة القدم.نت (الإنجليزية)